# Lemuel Wellman Wright
Lemuel Wellman Wright foi um inventor ativo no início do século XIX. O material biográfico de Wright é escasso, e mesmo seu nome exato não é claro: o nome Lemuel Wellman Wright é registrado no índice de patentes britânico para as patentes listadas abaixo, mas alguns textos usam Lemuel Willman Wright para se referir ao autor das mesmas patentes. Existem referências contemporâneas a um estadunidense de Massachusetts, Lemuel William Wright, que patenteou máquinas e criou uma fábrica para fazer alfinetes em Londres. O índice de assunto de patentes lista o autor de uma patente para fabricação de pinos em 1824 como Lemuel Wellman Wright (número de patente 4955 de 1824), e não possui outros nomes semelhantes registrados relacionados a pinos, portanto, a menos que a publicação do escritório de patentes esteja errada, todas essas referências parecem ser do mesmo inventor.

## Lista de patentes
Lemuel Wellman Wright foi responsável por um número considerável de patentes britânicas na primeira metade do século XIX, por exemplo:
- No 4507 de 1820 "Combination of machinery for making bricks and tiles"
- No 4955 de 1824 "Machinery for making pins; also combinations of such machinery"
- No 5154 de 1825 "Machinery for washing, cleansing, or bleaching linens, cottons and other fabrics, good or fibrous substances"
- No 5400 de 1826 "Construction of Trucks or Carriages;-applicable to other useful purposes"
- No 5473 de 1827 "Combination and Arrangement of machinery for making metal screws"
- No 5544 de 1827 "Construction of Cranes"
- No 5638 de 1828 "Construction of Wheeled Carriages"
- No 5703 de 1828 "Machinery for making screws"
- No 6525 de 1833 "Combination and arrangement of machinery whereby known agents may be employed in producing power"
- No 6655 de 1834 "Machinery for refrigerating fluids"
- No 7251 de 1836 "Machinery for bleaching or cleansing linens, cottons, or other fabrics, goods, or other fibrous substances"
- No 7348 de 1837 "Machinery for bleaching or cleansing linens, cottons, or other fabrics, goods, or other fibrous substances"
- No 8028 de 1839 "Machinery for bleaching or cleansing linens, cottons, or other fabrics, goods, or other fibrous substances"
- No 9787 de 1843 "Machinery for bleaching various fibrous substances"

## Alfinetes
De acordo com a Merchants Magazine de 1851, "Lemuel William Wright patenteou uma máquina para fabricar pinos de cabeça sólida tanto nos Estados Unidos quanto na Inglaterra". Em Londres ele construiu "uma grande fábrica de pedra em Lambeth, e construiu algumas máquinas, com grandes custos. Entende-se que as máquinas falharam em apontar os pinos e, por esse motivo, nunca poderiam ser colocadas em operação bem-sucedida". A empresa falhou, mas um dos investidores (D.F. Taylor) criou uma fábrica em 1832 em Stroud, Gloucestershire, e produziu alfinetes com sucesso.

## Guindastes
Na patente de 1827 (no 5544), Lemuel descreve duas formas de guindaste. Um operado manualmente e outro por ar comprimido usando um motor semelhante a um motor a vapor. Isso proporcionou vantagens para guindastes móveis, onde uma planta central poderia fornecer ar comprimido.

## Motor a gás
Lemuel Wright também é responsável por uma das primeiras patentes de motores de combustão interna, patente britânica número 6525 de 1833. Uma das primeiras fontes para descrever seu motor e patente é o cientista e engenheiro Dugald Clerk (mais tarde Sir Dugald Clerk FRS) em seu livro "Gas and Oil Engines", publicado pela primeira vez em 1886. Dugald Clerk é o criador do primeiro motor comercial que opera no ciclo de 2 tempos com compressão no cilindro, sendo frequentemente considerado o criador do moderno motor de 2 tempos. Ao resumir a importância das patentes anteriores a 1860 (quando a combustão interna se tornou uma realidade comercial), Clerk afirma: "O maior crédito é devido a Wright e Barnett. Wright propôs muito aproximadamente o moderno sistema de não compressão, e Barnett o moderno sistema de compressão".